# Raymond Pearl
Raymond Pearl (n. 3 iunie 1879 - d. 17 noiembrie 1940) a fost un biolog american, considerat unul dintre părinții biogertontologiei. Și-a petrecut cea mai mare parte a carierei la Universitatea Johns Hopkins din Baltimore.
1. ↑  Czech National Authority Database, accesat în 1 martie 2022
2. ↑  Notable Names Database